# Christopher Hardwick
Christopher Keeton Hardwick (* 12. August 1947) ist ein australischer Badmintonspieler. 

## Karriere
Christopher Hardwick wurde 1967 erstmals nationaler Meister in Australien, wobei er im Mixed erfolgreich war. Ein weiterer Titelgewinn folgte 1968. 1970 siegte er bei den Victoria International. 1973 gewann er im Doppel die nationalen Meisterschaften und zusammen mit Kay Terry die Mixed-Konkurrenz.